# Schweinerei (Spiel)
Schweinerei ist ein Würfelspiel von David Moffat. Das Spiel erschien 1977 bei David Moffat Enterprises als Pig Mania. Ab 1984 wurde es von der Firma MB als Pass the Pigs und in Deutschland als Schweinerei vertrieben. Seit 2001 wird es von Winning Moves unter Lizenz hergestellt.

## Ausstattung
Zum Spiel gehören zwei kleine Schweine aus Gummi, mit denen gewürfelt wird, eine Punkteskala sowie ein Etui, in dem das Zubehör, Block und Stifte Platz finden. Die Schweine sind zur besseren Unterscheidung der Seiten auf der einen Seite mit einem schwarzen Punkt gekennzeichnet.
Durch mehrere mögliche Schräglagen ist das Schwein ein hochgradig nichtidealer Spielwürfel, da die Wahrscheinlichkeiten für unterschiedliche Ergebnisse unterschiedlich groß sind.

## Regeln
Die Spielidee ist sehr einfach: Es wird reihum mit den beiden Schweinen gewürfelt. Je nachdem, wie die aus der Hand gewürfelten Schweine auf der Tischplatte zu liegen kommen, erhält der Spieler zwischen 0 und 60 Punkte. Je unwahrscheinlicher die Konstellation, desto höher die Punktzahl. Jeder Spieler kann so lange würfeln und Punkte sammeln, bis er eine „Faule Sau“ oder einen „Sauhaufen“ würfelt oder er die Würfel an den nächsten Spieler weitergibt und sich die addierten Punkte gutschreiben lässt. Der besondere Reiz liegt hier in der Verlockung, immer noch mehr Punkte pro Würfelgang zu sammeln und das Risiko eines „Totalabsturzes“ einzugehen. Wer zuerst 100 Punkte erreicht, gewinnt das Spiel.
Schweinerei ist ein reines Glücksspiel und eignet sich wegen des einfachen Spielprinzips und der einfachen Ausstattung auch für größere Runden oder für unterwegs.

### Bewertung
- Ein Schwein
  - Suhle – Das Schwein liegt auf dem Rücken – 5 Punkte
  - Haxe – Das Schwein steht auf den Füßen – 5 Punkte
  - Schnauze – Das Schwein lehnt auf seiner Schnauze – 10 Punkte
  - Backe – Das Schwein lehnt auf Schnauze und Ohr – 15 Punkte

- Beide Schweine
  - Sau – Beide Schweine liegen auf der gleichen Seite – 1 Punkt
  - Doppelsuhle – Beide Schweine liegen auf dem Rücken – 20 Punkte
  - Doppelhaxe – Beide Schweine stehen auf ihren Füßen – 20 Punkte
  - Doppelschnauze – Beide Schweine lehnen auf ihren Schnauzen – 40 Punkte
  - Doppelbacke – Beide Schweine lehnen auf Schnauze und Ohr – 60 Punkte
  - Faule Sau – Beide Schweine liegen auf verschiedenen Seiten (einmal Punkt oben, einmal unten) – 0 Punkte für aktuelle Runde und der nächste Spieler ist an der Reihe
  - Gulasch – Kombination von zwei Positionen, die noch nicht oben erwähnt wurde – Summe der einzelnen Punktzahlen
  - Sauhaufen – die Schweine berühren sich – Punktestand wird auf 0 gesetzt und der nächste Spieler ist an der Reihe
  - Schweinerei – ein Schwein landet auf dem anderen, ohne die Tischplatte zu berühren (sehr unwahrscheinlich) – der Spieler scheidet aus der Runde aus

## „Schweinelegenden“
Den Spielregeln ist eine „Schweinelegende“ beigelegt. Allerdings verändert sich diese bei den verschiedenen Ausgaben:
- Wikingerlegende

Bei dieser Fassung heißt es, Wikinger würden Schweine bei ihren Reisen in die Luft werfen und je nach der Stellung, wie sie am Boden aufkommen, wurden Punkte vergeben. Dieses Spiel soll mit der Zeit vergessen worden sein und es entwickelte sich die neue Version mit kleinen Schweinen.
- Jonas-und-Franzl-Legende

Hier heißt es, echte Schweine seien früher auf einen Pfosten geworfen worden, bis die zwei vorgesehenen „Wurfschweine“ Jonas und Franzl kleinere Schweine schnitzten, um selbst dem Wurf zu entgehen.